# Bernhard Conrad
Bernhard Conrad (* 8. Mai 1981 in Weimar) ist ein deutscher Schauspieler.

## Leben

### Ausbildung und Theater
Bernhard Conrad studierte von 2000 bis 2004 Schauspiel an der Hochschule für Musik und Theater „Felix Mendelssohn Bartholdy“ in Leipzig. Sein Studium schloss er dort mit dem Diplom ab. Während seines Studiums spielte er am Schauspiel Chemnitz und in seinem letzten Studienjahr (2004) bereits am Staatstheater Stuttgart.
Noch vor Abschluss seines Studiums trat er zur Spielzeit 2003/04 in Stuttgart auch sein erstes Festengagement an, wo er bis 2008 engagiert war. Dort spielte er u. a. Lucky in Warten auf Godot (2005; Regie: Hasko Weber), den Oberamtsanwalt Dr. jur. Conrad in Der Revisor (2005; Regie: Volker Lösch), Mephisto in Faust I (2005; Regie: Hasko Weber), den Chevalier de Danceny in Gefährliche Liebschaften (2006; Regie: Stephan Rottkamp) und den Doktor in Woyzeck (2007; Regie: Stephan Rottkamp).
2008 ging er fest an das Schauspiel Chemnitz, wo er bis 2013 engagiert war. Dort trat er u. a. als Prinz von Guastalla in Emilia Galotti (2008; Regie: Thomas Bischoff), in der Titelrolle von Macbeth (2009; Regie: Bruno Cathomas), als Tuzenbach in Drei Schwestern (2009; Regie: Enrico Lübbe), in der Titelrolle von Peer Gynt (2011; Regie: Claudia Bauer) und als Jochanaan in Salome (2012; Regie: Claudia Bauer) auf.
2010 spielte er bei den Bad Hersfelder Festspielen die Rolle des Melchthal in Wilhelm Tell in einer Inszenierung von Holk Freytag. Seit der Spielzeit 2013/14 gastiert er am Maxim Gorki Theater in Berlin als Wagin in Kinder der Sonne in einer Inszenierung von Nurkan Erpulat. In der Spielzeit 2016/17 übernahm er die Rolle des Agamemnon in Peter Konwitschnys Inszenierung Elektra an der Staatsoper Stuttgart. Zur Spielzeit 2019/20 wurde Conrad unter der Intendanz von Sonja Anders als festes Ensemblemitglied an das Schauspiel Hannover engagiert.
Von 2008 bis 2011 war er Gastdozent an der Hochschule für Musik und Theater „Felix-Mendelssohn-Bartholdy“ Leipzig im Fachbereich Schauspiel. 2016/2017 unterrichtete er an der Staatlichen Hochschule für Musik und Darstellende Kunst Stuttgart im Fachbereich Schauspiel.
2009 wurde er von der Fachzeitschrift Theater heute als „Bester Nachwuchsschauspieler des Jahres 2009“ für seine Interpretation des Macbeth nominiert.

### Film und Fernsehen
Conrad wirkte seit 2005 in zahlreichen TV- und Kinoproduktionen und in verschiedenen Kurzfilmen mit. Ab 2011 verstärkte Conrad seine Tätigkeit im Film- und Fernsehbereich. Er übernahm Haupt- und Nebenrollen in mehreren Fernsehfilmen und Fernsehreihen sowie durchgehende Serienrollen und Episodenrollen in zahlreichen Serienformaten bei ARD und ZDF.
Nebenrollen hatte er in den Kinofilmen Quellen des Lebens (2013; Regie: Oskar Roehler) und in Die geliebten Schwestern (2014; Regie Dominik Graf), in dem mehrteiligen Fernsehfilm Unsere Mütter, unsere Väter (2013; Regie: Philipp Kadelbach) sowie in der Verfilmung von  Juli Zehs Roman Schilf – Alles, was denkbar ist, existiert (2012, Regie: Claudia Lehmann).
Als durchgehende Serienhauptrolle spielte er 2014–2015 in der Fernsehserie Heiter bis tödlich: Monaco 110 den aus Ostdeutschland stammenden Polizeimeister Gerd Frühling.
Im Polizeiruf 110: Ikarus (Erstausstrahlung: Mai 2015) spielte er Paul Riemann, den Assistenten eines erfolgreichen Ingenieurs für Solarmodule, der seine Verlobte verdächtigt, ein Verhältnis mit einem anderen Mann zu haben. Im Polizeiruf 110: Im Schatten (Erstausstrahlung: Oktober 2016) spielte er eine der männlichen Nebenrollen, den jungen, früher drogenabhängigen und beruflich gescheiterten Daniel Angerer, der ahnt, dass seine Stiefschwester seinen Vater umgebracht hat. In der ZDF-Krimireihe Stralsund war Conrad in dem Film Kein Weg zurück (Erstausstrahlung: November 2017) in einer Nebenrolle als Vergewaltiger Robert Buch zu sehen. In der ARD-Fernsehreihe Nord bei Nordwest (Folge Sandy, Erstausstrahlung: Januar 2018) spielte er, gemeinsam mit Sebastian Fräsdorf, ein Brüderpaar von Trickbetrügern, die in Polizeiuniform Wertgegenstände „beschlagnahmen“.
Er hatte außerdem Episodenrollen u. a. in den Fernsehserien Heiter bis tödlich: Morden im Norden (2012; als psychisch kranker Requisiteur und Täter Helge Kuhlmann), SOKO Leipzig (2015; als tatverdächtiger Komplize Wim Knötgen), Letzte Spur Berlin (2016; Episodenhauptrolle als Malte Wolf, an der Seite von Burak Yiğit), Alles Klara (2016; als tatverdächtiger Mountainbiker Martin Busch), Heldt (2016; als Versicherungsdetektiv Gernot Pütsch) und Die Kanzlei (2016–2017; als Richter Holger Gabriel). Im November 2017 war Conrad in der ZDF-Krimiserie SOKO Leipzig in einer Episodenhauptrolle als Online-Pokerspieler Bruno Lehmann, der Geschäftspartner des Mordopfers, zu sehen. In der Auftaktfolge der 10. Staffel der TV-Serie SOKO Stuttgart (Erstausstrahlung: September 2018) hatte er eine Episodenhauptrolle als tatverdächtiger Erzieher Elmar Schindlmeier, der als Quereinsteiger in einer Kita arbeitet.

### Sprecher und Privates
Neben seiner Tätigkeit als Schauspieler arbeitete Conrad gelegentlich auch als Sprecher für Hörspiele, für TV-Dokumentationen (u. a. arte) und für Imagefilme (u. a. Förderkreis Neonatologie e. V.). Conrad lebt in Berlin und Stuttgart.

## Filmografie (Auswahl)
- 2006: Maria am Wasser (Kinofilm)
- 2006: Aufrecht stehen (Kurzfilm)
- 2008: Weitertanzen (Kinofilm)
- 2011: Lindburgs Fall (Fernsehfilm)
- 2011: Konterrevolution – Der Kapp-Lüttwitz-Putsch 1920 (Fernsehfilm)
- 2012: Feueralarm (Kurzfilm)
- 2012: Schilf (Kinofilm)
- 2012: Heiter bis tödlich: Morden im Norden (Fernsehserie, Folge: Ewige Jagdgründe)
- 2013: Quellen des Lebens (Kinofilm)
- 2013: Unsere Mütter, unsere Väter (Fernsehfilm)
- 2013: Nacht über Berlin (Fernsehfilm)
- 2014: Die geliebten Schwestern (Kinofilm)
- 2014–2015: Heiter bis tödlich: Monaco 110 (Fernsehserie; Serienrolle)
- 2015: Notruf Hafenkante (Fernsehserie, Folge Der Kuss der Spinne)
- 2015: SOKO Leipzig (Fernsehserie, Folge: Lösegeld)
- 2015: SOKO Köln (Fernsehserie, Folge: Tod eines Rappers)
- 2015: Nackt unter Wölfen (Fernsehfilm)
- 2015: Polizeiruf 110: Ikarus (Fernsehreihe)
- 2015: Familienfest (Kinofilm)
- 2015: Schuld nach Ferdinand von Schirach (Fernsehserie; zwei Folgen, verschiedene Rollen)
- 2016: In aller Freundschaft – Die jungen Ärzte (Fernsehserie, Folge: Klare Verhältnisse)
- 2016: Letzte Spur Berlin (Fernsehserie, Folge: Fenster zum Hof)
- 2016: Alles Klara (Fernsehserie, Folge: Der dritte Mann)
- 2016: Die Kinder meines Bruders (Fernsehfilm)
- 2016: Polizeiruf 110: Im Schatten (Fernsehreihe)
- 2016: Die Pfefferkörner (Fernsehserie, Folge: Abgedreht)
- 2016: Heldt (Fernsehserie, Folge: Kunstfreunde)
- 2016–2017; 2020: Die Kanzlei (Fernsehserie; drei Folgen)
- 2017: Stralsund – Kein Weg zurück (Fernsehreihe)
- 2017: SOKO Leipzig (Fernsehserie, Folge: Full House)
- 2018: Nord bei Nordwest – Sandy (Fernsehreihe)
- 2018: SOKO Stuttgart (Fernsehserie, Folge: Piratennest)
- 2018: Der Kriminalist (Fernsehserie, Folge: Pick-up-Artist)
- 2019: Der Usedom-Krimi – Geisterschiff (Fernsehreihe)
- 2019: Unschuldig (Fernsehfilm)
- 2020: SOKO München (Fernsehserie, Folge: Einbruch)
- 2020: Kahlschlag (Kinofilm)
- 2021: Tatort: Der böse König (Fernsehreihe)
- 2021: Großstadtrevier (Fernsehserie, Folge: Prepper)
- 2021: SOKO Potsdam (Fernsehserie, Folge: Rich Kids)
- 2022: Der Überfall (Fernsehreihe)
- 2023: German Crime Story: Gefesselt (Serie)
- 2023: Tod am Rennsteig – Auge um Auge (Fernsehfilm)
- 2023: Tatort: Nichts als die Wahrheit (Fernsehreihe)
- 2023: München Mord: Der gute Mann vom Herzogpark (Fernsehreihe)
- 2023: Mein Falke (Fernsehfilm)
- 2024: Finsteres Herz – Die Toten von Marnow 2 (Fernsehserie)

## Auszeichnungen
- 2020: Deutscher Schauspielpreis in der Kategorie „Schauspieler in einer Hauptrolle“ für Kahlschlag